# 카운터사이드
《카운터사이드》(영어: COUNTERSIDE)는 스튜디오비사이드가 개발하고 2023년 2월7일까지 넥슨이 퍼블리싱하고 2023년 2월8일부터 스튜디오비사이드가 직접 운영하고있는 모바일 게임이다.